# 411vm 36
411vm 36 je šestintrideseta številka 411 video revije in je izšla maja 1999.

## Vsebina številke in glasbena podlaga
Glasbena podlaga je navedena v oklepajih.
- Chaos (The High and Mighty - B-boy Document '99)
- Day in the life Ronnie Creager (David Holmes - Got F'd up Along the Way, Spoon - The Guest List the Execution, Cannonball - Walk Talk, The Past Present - Itchy Feet, Blue Plate Special - Work That Skirt)
- Wheels of fortune Brian Hoard, Alex Moul (Abstract Ensemble - We've Got Soul, Youth Brigade - One in Five)
- Main event Nastajanje video igre Tony Hawk's Pro Skater (Farside - Square One, Digger - Tour Diary)
- Rookies Kristian Svitak, Dustin Dollin (7 Seconds - Spread, 7 Seconds - We're Gonna Fight, Generic - My Life Sux)
- Industry Hot Rod Skateshop (Fugazi - Shut the Door)
- Road trip Osiris (Lyricist Lounge All Stars - Talking to You)
- Spot check Santee Skatepark, Santa Monica Ponds, Woodward (Marginal Man - Identity, Pimp Daddy Nash - 2000 Zero Zero, James Mathus and His Knock Down - I Got Mine, Spoon - 30 Gallon Tank)
- World report Birdhouse v Mehiki  / Braziliji / Tajvanu / Matix na Japonskem (David Holmes - Don't Die Just Yet, Ugly Duckling - Einstein's Taking Off)

Glasba v zaslugah je Agnostic Front - Gotta Go.